# Emma Swan
Emma Swan es un personaje ficticio creado por Adam Horowitz y Edward Kitsis y es la principal protagonista de la serie de televisión de ABC Once Upon a Time. Es interpretada por Jennifer Morrison, por Abby Ross como adolescente, y por Mckenna Grace como niña. Emma apareció por primera vez en el piloto de la serie como una fiadora de fianzas en Boston, Massachusetts, hasta que conoce a su hijo biológico Henry, a quien dio en adopción 10 años antes, y se entera de que ella es la hija de Blancanieves y el Príncipe Encantador. Henry insiste a Emma para ir a la ciudad ficticia de Storybrooke, Maine, para romper una maldición promulgada por la Reina Malvada y restaurar los finales felices de los personajes de los cuentos de hadas.
La interpretación de Morrison como Emma ha recibido elogios, describiéndola como feminista y una fuerte protagonista femenina. Su personaje se basa en parte en "El Patito Feo", como alguien que se había perdido y vivía sin una familia como la historia del patito feo cuando salió de su casa y su apellido "Swan" es una referencia al cuento de hadas, porque el patito feo finalmente encuentra su familia real y se convierte en un hermoso cisne.

## Evolución y elección del personaje

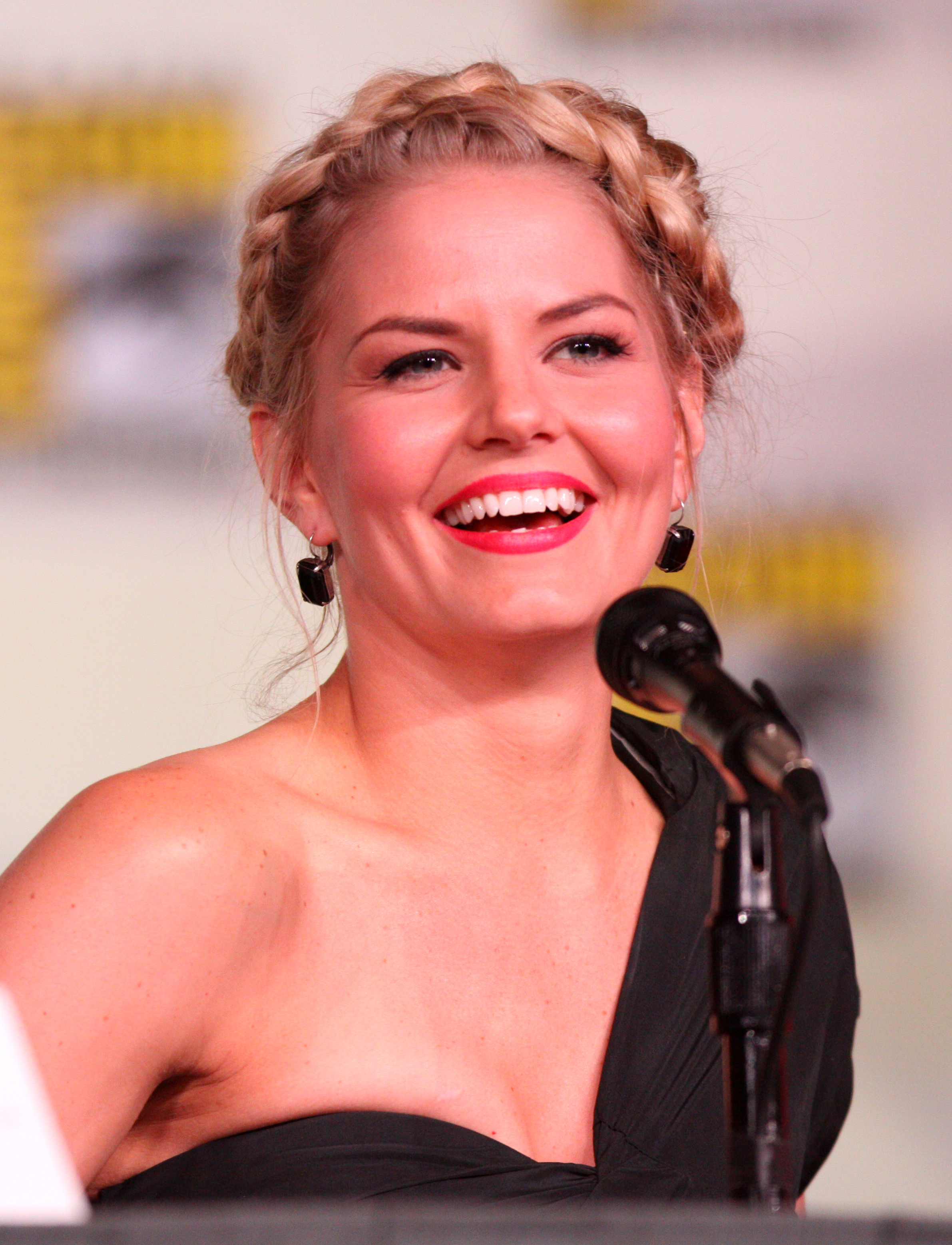
Jennifer Morrison en el San Diego Comic-Con de 2012.

En las primeras etapas de la concepción del personaje, el nombre de Emma era Anna, e iba a tener tres hijos, pero terminó teniendo sólo a Henry. En el guion original del episodio Piloto, se describe como "a Finales de los 20. Hermosa, con una gran fuerza detrás de las características clásicas. Pero tampoco está bastante a gusto en su piel."
Se informó que la actriz Katee Sackhoff adicionó cinco veces para el papel de Emma, pero según ella, los productores realmente quería a Morrison para interpretar el papel, y ella aceptó un papel en la serie de televisión Longmire. Al final, Morrison fue contratada para el papel de Emma. Morrison explica su personaje como alguien que "ayuda a su hijo Henry, a quien abandonó cuando era un bebé y que parece que es un poco emocionalmente disfuncional", pero señaló que Emma no empieza a creer en el universo de los cuentos de hadas. Morrison ha descrito a Emma como una maleza adolescente que no sabe la manera correcta de hacer ciertas cosas, como la de comer o de cuidarse a sí misma; esto se debe a que Emma no creció en una familia unida. Morrison dijo que cuando ella no sabe qué hacer con Emma, ella piensa, "¿Qué haría un niño de 14 años de edad?" Morrison también ha declarado que Emma se basa libremente en el cuento de "El patito feo", y que el apellido de Emma, Swan es un derivado de este cuento de hadas. De acuerdo con los creadores de la serie, el nombre de Swan "es muy simbólico y un nombre de cuento de hadas y simplemente se encajaba con ella y con el camino que estamos creando para Emma."
Después de que Emma se convirtió en el "Ser Oscuro" en la cuarta temporada de la serie, Morrison comenzó a investigar la mitología de los libros y los viejos cuentos de hadas, y miró hacia atrás a través de la historia de los cisnes y la etimología de 'Cisne' para prepararse para este nuevo rasgo de su personaje. Para Morrison, es una gran oportunidad para interpretar ahora a una villana y es difícil para ella interpretar a un personaje que está en constante evolución.

## Historia
Emma Swan es la hija de Blancanieves y el Príncipe Encantador, hermana mayor del Príncipe Neal y madre de Henry Daniel Mills.

### Temporadas 1 y 2
Cuando Blancanieves se queda embarazada, Geppetto crea un armario mágico para ella y el príncipe, después de que Rumpelstiltskin le informa de que su hija es la clave para romper la maldición de la Reina Malvada que duraría 28 años. Emma nace poco después y la colocan en el armario junto con Pinocho, viajando con éxito al mundo real.
En el mundo real, Emma crece en ausencia de una verdadera familia, pasando por varias familias, incluyendo a Ingrid, La reina de las nieves. Como adolescente, Emma se convierte en una ladronzuela con Neal Cassidy. El plan era iniciar una nueva vida en Tallahassee, Florida, hasta que Neal es convencido por August Booth (Pinocho) de entregar a Emma a la policía, para proteger su destino. Emma es encarcelada, dando después a luz a Henry, a quien ella da en adopción para darle una mejor vida; es entonces es adoptado por Regina Mills (la Reina Malvada). Después de algún tiempo en la cárcel, Emma se convierte en un agente de fianzas. En su 28 cumpleaños, un niño de diez años, Henry Mills llega a Boston, explicándole a Emma sus orígenes. No creyendo en él, ella le devuelve a casa de Regina en Storybrooke, que se preocupa de que Emma quiera formar parte de la vida de Henry. Regina insta a Emma a salir de la ciudad y a mantenerse fuera de la vida de Henry por lo que Emma decide quedarse. En Storybrooke, Emma, inicialmente, quiere que Henry olvide sus teorías de la maldición, pero más tarde se une a él. Ella se hace amiga de Mary Margaret (Blancanieves), conscientes de que están relacionadas, y el Sheriff Graham nombra a Emma su ayudante ya que ambos se atraen mutuamente, hasta que Regina aplasta su corazón, lo que le hizo morir en brazos de Emma . Emma es elegida sheriff, ayudando en la detención de Mary Margaret por el presunto asesinato de Kathryn Nolan hasta que ésta aparece con vida. Cuando August Booth (Pinocho) llega a Storybrooke revela su destino de romper la maldición, una presionada Emma decide abandonar la ciudad pero Regina intenta envenenarla, a pesar de que Henry voluntariamente se sacrifica comiéndose la tarta de manzana envenenada para demostrar que la magia existe. Emma finalmente cree, pero Henry es declarado muerto. Sin embargo, es despertado con beso de amor verdadero de Emma, rompiendo así la maldición y permitiendo a todos los residentes recordar su verdadera identidad.
Emma se reúne con sus padres, sólo para caer a través de un portal con su madre al Bosque Encantado. Encuentran a la Princesa Aurora y a Mulan que les ayudan a volver a Storybrooke. Emma, a continuación, ayuda a que el Señor Gold viaje a Manhattan para localizar a su hijo Baelfire, que ella descubre que es el padre de Henry, Neal. Al regresar a Storybrooke, Emma  se enfrenta a Regina y a su madre Cora que están tratando de utilizar al Señor Gold para matarles y quedarse de nuevo a Henry, pero finalmente paran para terminar luchando con los recién llegados Greg Mendell y la novia de Neal Tamara. Las escépticas teorías de Emma acerca de la pareja se hacen realidad cuando se revela que quieren destruir la magia. Después de que Emma y Regina unen fuerzas para evitar la destrucción de Storybrooke, Henry es llevado a el país de Nunca Jamás por Greg y Tamara; Debora, sus padres, Regina, Garfio y el Señor Gold les siguen.

### Temporadas 3 y 4
El equipo finalmente se las arregla para rescatar a Henry del siniestro Peter Pan, y volver a Storybrooke. Sin embargo, Pan promulga la maldición una vez más, obligando a Emma y a Henry a salir de Storybrooke después de que Regina invierte su maldición, borrando los eventos siguientes a su promulgación. El pasado de Emma es alterado temporalmente por Regina. Después de salir de Storybrooke, Emma vive con Henry en Nueva York. Algún tiempo después, ella se encuentra con un tipo llamado Walsh y empiezan a salir.
Un año después de la inversión de la maldición, Garfio regresa por Emma restaura los recuerdos de Emma con una poción y descubren que Walsh en realidad trabajaba para Zelena, la Bruja Mala del Oeste. Los dos vuelven a Storybrooke con Henry para salvar a su familia por la rotura de la nueva maldición causada por Zelena, la Bruja Mala del Oeste. Encuentra a un loco Neal atrapado dentro del cuerpo del Señor Gold. Perdiendo su mente, Neal le pide a Emma liberar a su padre matándole para derrotar a Zelena; ella de mala gana está de acuerdo. Regina más tarde ayuda a Emma a fortalecer sus poderes mágicos, a pesar de que son removidos cuando Zelena lanza una maldición a Garfio, pero gracias a Regina logran derrotar a Zelena, y cerrar su portal del tiempo.
Después de que Emma y Garfio son arrastrados al portal temporal de Zelena, ella acepta a Storybrooke como su hogar, recuperando su magia para volver a abrir el portal a la actualidad donde ella comienza una relación con Garfio. Sin embargo, ajeno a ella, ella también trae a una previamente fallecida Lady Marian al futuro, que arruina la felicidad de Regina, al no haber prestado atención a la advertencia de no alterar el pasado. Elsa, que estaba atrapada en una urna, también fue llevada a Storybrooke por el portal de tiempo. Mientras trabajaba con Elsa, que ayuda a Emma para finalmente abrazar y controlar sus poderes, Emma ayuda a su nueva amiga a encontrar a su hermana y a volver a casa mientras la Reina de las nieves amenaza a su familia y a sus amigos. Después de un período de paz, Emma comienza a ayudar a Regina en su búsqueda para encontrar al Autor del libro de Henry. Cruella de Vil y Úrsula pronto vienen a la ciudad a resucitar a Maléfica y trabajar con Rumplestiltskin para encontrar al Autor. Después de que Cruella de Vil amenaza con matar a Henry, Emma la mata, poco después de enterarse de las acciones de sus padres para eliminar la potencial oscuridad de Emma, poniendo la magia negra dentro de la hija de Maléfica y amiga de la infancia de Emma, Lily. Después de que Emma regresa a la ciudad, con el ánimo de Garfio, ella decide perdonar a sus padres y soltar su ira. En los momentos antes del final, Emma es capaz de decir a Garfio que lo ama. Emma, decide sacrificarse para salvar a Regina y al pueblo de Storybrooke, pidiendo a sus padres y a Garfio que la salven, y voluntariamente se hunde la daga de la Oscuridad, transformándose en el nuevo Ser Oscuro.

Temporada 5
Emma busca a Merlín y recibe la ayuda de una manifestación de Rumplestiltskin , que quiere enseñarle a ser la Oscura, mientras que Emma intenta resistirse a convertirse en malvada al mismo tiempo. Algún tiempo después, ella transformó a Hook en un segundo Dark One para salvar su vida. Hook luego lanzó la Dark Curse para volver a Storybrooke para vengarse del Sr. Gold. Emma luego alteró la maldición, agregando un cazador de sueños para borrar todos los recuerdos de su tiempo en Camelot.
Seis semanas más tarde, el resto de sus amigas regresaron a Storybrooke, pero con un giro horroroso e impactante, sus recuerdos se borraron una vez más y llevaban atuendos arturianos. Al final resultó que Emma hizo una aparición como el Oscuro, con su nuevo atuendo. Henry le pregunta qué le sucedió, y ella les dijo que todos fueron a Camelot para quitarle la oscuridad y todos fallaron (excepto Henry). Emma con sus poderes convirtió a Sneezy en piedra, proclamando que no hay un salvador en la ciudad. Emma sorprendentemente le dio la daga del Oscuro a Regina con la intención de que si ella se oscurece demasiado, Regina sería la única que de buen grado la "bajaría". Poco después de esto, Hook intenta besar a Emma con la esperanza de que la maldición del Oscuro se rompa, pero finalmente fracasó Como Emma ha abrazado plenamente la oscuridad. Sin el conocimiento de los demás, Donde actualmente tiene la posesión de  Excalibur en una habitación cerrada con llave dentro de su nueva casa. Tiene la intención de hacer que Excalibur y la daga del Oscuro se vuelvan a encontrar, ya que con ella podrá apagar la luz para siempre y volverse invulnerable. Sin embargo, ella debe reclutar un héroe para hacerlo, ya que no puede quitar la espada; el héroe que elige es su antecesor Rumplestiltskin, a quien ella dice que finalmente tiene la oportunidad de convertirse en un héroe. Ella planeaba desviar la oscuridad de ambos y ponerla en Zelena, a quien forzó a un trabajo de parto acelerado para evitar matar a la hija de Robin, y matarla. Ella recupera sus recuerdos de los planes de Hook, al resucitar a todos los Oscuros como parte de su venganza. Al principio, Emma planea absorber toda la oscuridad dentro de ella y suicidarse. Las cosas no salen según lo planeado cuando Killian se las roba. Killian le ordena que lo mate, absorbiendo toda la oscuridad y Emma lo mata con Excalibur mientras se le quita la oscuridad, volviendo a su antiguo yo. Después de chantajear al Sr. Gold por haberla engañado a ella ya Hook para convertirlo en el Oscuro otra vez, ella, sus amigos y su familia descienden al Inframundo para encontrar a Killian y planea dividir su corazón en dos y compartirlo con él, como sus padres.
Al llegar al Inframundo, Emma es contactada por Neal Cassidy, quien le advierte que se retire y le aconseja a Emma que renuncie al rescate de Killian. Ella y los demás más tarde descubren que el Inframundo es para aquellos con asuntos pendientes, y deciden ayudar a otros a seguir adelante, mientras buscan a Killian. Con la ayuda de la ex amante de Killian, Milah, Emma logra recuperar a Killian del cautiverio de Hades. Sin embargo, no puede dividir su corazón, ya que Hades ha decidido que ella, Regina y Snow deben quedarse para liberar a las almas del Príncipe Enrique, Hércules y Megara. Se descubrió que la única forma en que tendrían la oportunidad de regresar a Storybrooke con Killian es derrocar a Hades. Para vencer a Hades, Emma y Killian reciben ayuda del hermano de Killian, Liam; sin embargo, pronto se descubre que Liam los traicionó luego de ser chantajeado por Hades. Afortunadamente, Henry acepta ayudar a deshacer el trabajo de Liam utilizando sus poderes como Autor. Más tarde, cuando Emma y Killian intentan realizar la división del corazón, Hades les informa que el cuerpo de Killian ha estado muerto durante mucho tiempo y se está deteriorando, lo que le impide volver a la vida. Cuando Emma y Killian van a las profundidades del Inframundo para encontrar ambrosía, algo que salvaría a Killian, se enfrentan a una prueba de Amor Verdadero, que pasan cuando Emma elige a Killian sobre su propio corazón. Ambos confirman que su amor es verdadero solo para darse cuenta de que Hades los había engañado y destruido la ambrosía, y Killian le dice a Emma que lo deje en el Inframundo, ya que el tiempo se está acabando para que ella pase por el portal abierto. Emma se opone y dice que vino al inframundo para salvar a Killian y que ella no se iba sin él. 
Killian finalmente logra que ella se despida y ella lo hace, solo para descubrir que Hades la había atrapado a ella y a su familia en la biblioteca usando magia. Emma y Regina trabajan juntas para usar su propia magia para contrarrestarla. Todos pasan por el portal, y aunque Emma tiene dudas acerca de dejar a Killian, la persuaden sus padres. Cuando regresan a Storybrooke, Regina y Robin informan a Zelena que Hades trató de atraparlas en el inframundo, pero ella ignora la información y está molesta con su hermana. Ella le habla a Hades acerca de tener la vida que quiere, que es solo una vida simple. Sin embargo, Hades quiere un reino entero. Robin y Regina irrumpen en la casa del alcalde, donde están Zelena y Hades, tratando de recuperar a la hija de Robin de Zelena. Emma, angustiada e incapaz de llorar la muerte de Hook, intenta romper el hechizo de protección que rodea la casa, pero Zelena usa su magia para detenerla. Hades está a punto de usar el Cristal Olímpico para "terminar" a Regina, pero Robin se para frente a ella, tomando el golpe que lo mata. Hades intenta presionar a Zelena para que mate a Regina, pero ella apuñala a Hades en su lugar.
Antes del funeral de Robin, Emma se para en la tumba de Hook y llora, tratando de lidiar con el hecho de que él ya se ha ido diciendo que lo extraña. De repente, una ola de magia vuela por el aire, haciéndola tropezar. Ella escucha su nombre detrás de ella y se da vuelta y se sorprende al ver a Hook. Ella abraza felizmente a Hook, quien le dice que Zeus lo envió de regreso como recompensa por detener a Hades. Después de informarle que Robin se ha ido, Emma decide dar la noticia sobre el regreso de Hook a Regina con la mayor delicadeza posible. Sin embargo, cuando ocurre un terremoto, Hook se apresura a ver si Emma está bien. Resulta que el terremoto fue causado por la magia del Sr. Gold en el fragmento de Cristal Olímpico. Emma trabaja con Regina para encontrarlo, solo para que luego Gold le explique que Henry usó el poder de su Autor para robar el cristal para destruir la magia (otra vez). 
Ambas siguen a Henry a Nueva York, donde resulta que Gold recuperó el cristal. Al mismo tiempo, Hook, David, Snow y Zelena son absorbidos accidentalmente hacia otro reino, en el que podrían quedar atrapados sin ninguna magia en el mundo real. Henry logra destruir la magia, solo para luego ser convencido por el Dragón para obtener la suficiente fe para recargar el cristal. Funciona y todos son llevados a casa. Una vez de regreso en Storybrooke, Emma confiesa su amor a Garfio cuando todo está normal, y comparte un apasionado beso con Hook.
Temporada 6
En el pasado, Aladdin, un "Salvador", es ridiculizado por Jafar por la inevitable caída de todos los Salvadores. En Storybrooke, los refugiados llegan de la tierra de historias no contadas. Emma experimenta temblores y visiones; un Hyde arrestado la ayuda a recibir la visión de un oráculo de una figura encapuchada que la está matando. Guiado por Morpheus, Gold entra en los sueños de Belle para levantar la maldición del sueño; Él intenta renovar su amor, pero ella lo rechaza. "Morfeo" revela que realmente es su hijo por nacer, y deseaba este resultado. Las visiones de la muerte de Emma la preocupan, ya que pone en duda su futuro con Killian, y después de verlo entretener a la hija de Ashley, le pide que se mude con ella.
Emma descubre que la espada puede matar a la Reina del Mal sin lastimar a Regina. La reina roba la lámpara y desea a Emma una realidad alternativa donde nunca fue la Salvador; Regina la sigue. En el "reino de los deseos", Emma vive como una princesa hasta que Regina restaura traumáticamente su memoria. Regina libera Rumplestiltskin a cambio de un frijol mágico, pero el portal de Storybrooke se cierra mientras Regina se distrae con la aparición de Robin Hood.
En 1990, una adolescente le dice a una joven Emma que tiene el poder de cambiar su destino. En la actualidad, después de que se escapan del Reino de los deseos, Emma y Regina encuentran otra opción para escapar cuando se encuentran con August, quien acepta ayudar a crear un nuevo portal. Emma descubre que August fue la adolescente que conoció en Minnesota y lo inspira a completar el portal. Emma, Regina y Robin regresan a Storybrooke, donde Gideon le explica a Gold y Belle su intención de matar a Emma para que pueda adquirir sus poderes de salvador y matar al Hada Negra, un movimiento que tiene a David furioso y Belle preocupado. Emma y Gideon finalmente se encuentran para la batalla, pero Emma sobrevive, eligiendo su propio destino. Gideon se retira, proclamando esto lejos de terminar. Gold y Belle deciden trabajar juntos por el bien del hijo.
En el pasado, Snow hace un deseo que otorga a todo el Bosque Encantado usar el don de Song para derrotar a Regina, que también se propaga a Oz. Cuando Regina también se ve afectada por el deseo, encuentran la manera de terminarla antes de que se produzca la primera maldición, pero el Hada Azul, que le concedió el deseo a Snow, le dice a Snow y David que el deseo formará parte del destino de Emma. En el pasado de Emma, su oportunidad de hacer uso de su talento se ve frenada cuando se le dice que estará sola. Esto volvería para burlarse de Emma en el presente, ya que Fiona vuelve a usar esa debilidad para tomar el corazón de Emma antes de desatar una nueva maldición en su boda, con la ayuda improbable de Gold al congelar a su familia. Cuando Henry descubre la página del libro que revela que el corazón de Emma la hará más fuerte, no solo la envalentonó, sino que detuvo a Fiona de aplastarla, pero Fiona todavía le dice que la batalla sigue en pie. El día de la boda, Emma y Hook finalmente se casan justo a tiempo para que las nubes oscuras liberen una nueva maldición que preparará la batalla final.
La maldición de Fiona borra la memoria de Emma más allá del último episodio de la temporada 1, y la coloca en una institución mental, donde ella (y el resto de la ciudad) cree que Henry es el hijo legítimamente adoptado de Fiona y que todas las historias de cuentos de hadas no eran ciertas. Henry, después de varios casos, intenta hacer que ella crea la verdad, pero ella lo rechaza y se muda de nuevo a Boston. Mientras tanto, el resto de los personajes están atrapados en el Bosque Encantado y todos los otros reinos se desmoronan como consecuencia de la negativa de Emma a creer. Sin embargo, Emma, inspirada en un libro que Henry había creado detallando su viaje, regresa a Storybrooke y decide creerle. Rumple mata con éxito a Fiona, lo que restaura la creencia de Emma y transporta a los otros personajes a Storybrooke. Emma lucha contra Gideon, todavía bajo el control duradero de Fiona, Pero al final elige sacrificarse. Henry la regresa con True Love's Kiss y Gideon se convierte de nuevo en un bebé, lo que le da a Rumple y Belle una segunda oportunidad.
Al final, se muestra a Emma y Regina que dejan a Henry en su parada de autobús, y Emma luego convierte en ayudante del sheriff a Garfio. Más tarde, todos los personajes se reúnen en Granny's para cenar, ya que el libro termina con las palabras: "Y todos vivieron felices para siempre".
Temporada 7
Algún tiempo después, se demuestra que Emma comparte sus preocupaciones con Garfio acerca de que Henry creció mientras contemplaba tener otro hijo. Más tarde, Henry decide ir a otros reinos en busca de su historia y se encuentra con otra versión de Cenicienta, de quien se enamora. En ese momento, Emma se queda embarazada de su segundo hijo y va a responder a la llamada de angustia de Henry junto con Killian y Regina, con la primera insistiendo en que descanse. Wish Hook, sin embargo, aparece y golpea a Hook, tomando su lugar con la esperanza de viajar a Storybrooke con Emma. Hook logra recuperarse y lucha contra Wish Hook, hasta que este último se apuñala accidentalmente con una daga. Mientras se está muriendo, él admite tener una hija y que la estaba buscando. Sin embargo, Emma logra curarlo y lo convence de viajar con Henry en busca de sus dos finales felices. Más tarde se va con su marido de regreso a Storybrooke.
Simultáneamente a un viaje de graduación en el que ella y Regina llevan a Henry, Henry y los demás logran frustrar un complot de Wish Rumple para causar estragos en todos los reinos, y terminan llevándolos a Storybrooke. Una vez que regresan al presente, Emma da a luz a una niña llamada Hope Swan-Jones y, junto a su Esposo, asiste a la coronación de Regina, donde es coronada "La Reina Buena" de todos los reinos.

## Recepción
Jennifer Morrison ha recibido elogios por su interpretación de Emma. En una revisión de St. Louis Post-Dispatch, la crítica de televisión Gail Pennington tenía grandes puntos para Morrison. Mary McNamara de Los Angeles Times dio excelentes críticas por el personaje de Morrison. Para TVLive, "Emma se ve como que podría llegar a ser una digna adversaria para Regina." Para Daniel Fienberg, "Jennifer Morrison es muy buena como líder". Por el lado contrario, Matthew Gilbert, de The Boston Globe no era entusiasta de la interpretación de Morrison.